# 光序刺毛越桔
光序刺毛越桔（学名：Vaccinium trichocladum var. glabriracemosum）为杜鹃花科越桔属下的一个变种。

## 扩展阅读
- 維基物種上的相關：光序刺毛越桔